# 206 (szám)
A 206 (római számmal: CCVI) egy természetes szám, félprím, a 2 és a 103 szorzata.

## A 206-os szám a matematikában
A tízes számrendszerbeli 206-os a kettes számrendszerben 11001110, a nyolcas számrendszerben 316, a tizenhatos számrendszerben CE alakban írható fel.
A 206 páros szám, összetett szám, azon belül félprím, kanonikus alakban a 21 · 1031 szorzattal, normálalakban a 2,06 · 102 szorzattal írható fel. Négy osztója van a természetes számok halmazán, ezek növekvő sorrendben: 1, 2, 103 és 206.
Érinthetetlen szám: nem áll elő pozitív egész számok valódiosztóösszeg-függvényeként.
A 206 négyzete 42 436, köbe 8 741 816, négyzetgyöke 14,3527, köbgyöke 5,90594, reciproka 0,0048544. A 206 egység sugarú kör kerülete 1294,33617 egység, területe 133 316,62585 területegység; a 206 egység sugarú gömb térfogata 36 617 633,2 térfogategység.
A 206 helyen az Euler-függvény helyettesítési értéke 102, a Möbius-függvényé 1, a Mertens-függvényé −3.

## A szám mint sorszám, jelzés
A 206-os szám szerepel a Peugeot 206 autó és a Cessna 206 egymotoros repülőgép nevében.